# Túmulo dos Cipiões
Túmulo dos Cipiões (em latim: Sepulcrum Scipionum), chamado também de Hipogeu dos Cipiões (em latim: Hypogaeum Scipionum), era o túmulo coletivo da família patrícia dos Cipiões durante a República Romana utilizada do início do século III a.C. ao início do século I d.C.. Depois disto, foi abandonada e no intervalo de uns poucos séculos, sua localização se perdeu.
O túmulo foi redescoberto duas vezes, a última delas em 1780 e está sob uma colina ao lado de uma rua atrás de uma parede nos números 9 e 12 da Via di Porta San Sebastiano, em Roma, atualmente aberta para visitas. O local era propriedade privada na época da descoberta, mas foi comprado pela cidade em 1880 por sugestão de Rodolfo Lanciani. Uma casa foi depois construída sobre um antigo vinhedo no local. A entrada principal do túmulo hoje é uma abertura arqueada num dos lados da colina e não a entrada original. Depois da descoberta, os poucos restos mortais ainda no local foram removidos e re-enterrados com honrarias em outros locais ou descartados por engano. Os objetos móveis — um sarcófago completo e fragmentos de um outro — foram levados, em 1912, ao Museu Pio-Clementino, parte dos Museus Vaticanos, onde estão em exibição. O sepulcro é uma tumba cameral esculpida diretamente na rocha com restos de uma fachada uma posterior no lado de fora.
Durante o período republicano, o túmulo ficava num cemitério de notáveis romanos e suas famílias que ficava num ângulo entre a Via Ápia e a Via Latina numa estrada que ligava as duas. Estava originalmente fora da cidade, não muito longe do local onde a Via Ápia passava pela Muralha Serviana na Porta Capena. Nos séculos seguintes, novas construções mudaram completamente o entorno do local. A muralha foi expandida para se tornar a Muralha Aureliana, que a Via Ápia cruzava através da Porta Ápia. Esta mudança fez com o cemitério ficasse dentro dos limites da cidade. A Porta Ápia é hoje chamada de Porta San Sebastiano. Na frente dela está o chamado Arco de Druso, que na verdade era uma seção da Água Márcia. A própria Via Ápia foi rebatizada de Via di Porta San Sebastiano naquele trecho e atravessa o Parco degli Scipioni, que está onde antes ficava o cemitério.

## História

### Período de uso pela família
O Túmulo dos Cipiões passou a ser utilizada por volta da virada do século III a.C., logo depois da inauguração da Via Ápia (312 a.C.), provavelmente pelo líder da família na época, Lúcio Cornélio Cipião Barbato, cônsul em 298 a.C.. Ele próprio é o mais antigo ocupante conhecido do túmulo, onde foi sepultado depois de sua morte por volta de 280 a.C.. Seu sarcófago é o único a sobreviver intacto — está atualmente em exibição nos Museus Vaticanos juntamente com a sua inscrição original. Segundo Coarelli, a capacidade de trinta sepultamentos foi alcançado por volta do meio do século II a.C., mas novos sepultamentos continuaram, em longos intervalos, até pelo menos o século I. Durante todo este período, era um ponto turístico da cidade.
O túmulo abrigava restos de uma pessoa que não era da família Cipião, o poeta Ênio, e uma estátua de mármore dele ficava no túmulo segundo Cícero. Nenhum dos Cipiões mais conhecidos (Cipião Africano e Cipião Asiático) foram enterrados lá, pois, segundo Lívio e Sêneca, estavam sepultados na villa dos Cipiões em Literno.
As inscrições nos sarcófagos também sugerem que o hipogeu já estava lotado por volta de 150 a.C.. e, nesta época, foi construída uma outra sala quadrada, sem ligação com o hipogeu em si, onde foram sepultados mais uns poucos membros da família. A criação de uma fachada solene também é desta época. A decoração é atribuída à iniciativa de Cipião Emiliano e é um exemplo fundamental da helenização da cultura romana no decurso do século II a.C.. O hipogeu tornou-se uma espécie de "museu familiar" cujo objetivo era perpetuar e publicizar os feitos de seus ocupantes.
O último sepultamento conhecido no túmulo em si foi no período cláudio-neroniano, quando a filha e um neto de Cneu Cornélio Lêntulo Getúlico foram enterrados ali. Estes sepultamentos podem ter sido uma tentativa de enfatizar as razões ideológicas de sua descendência dos Cipiões.

### Redescobertas

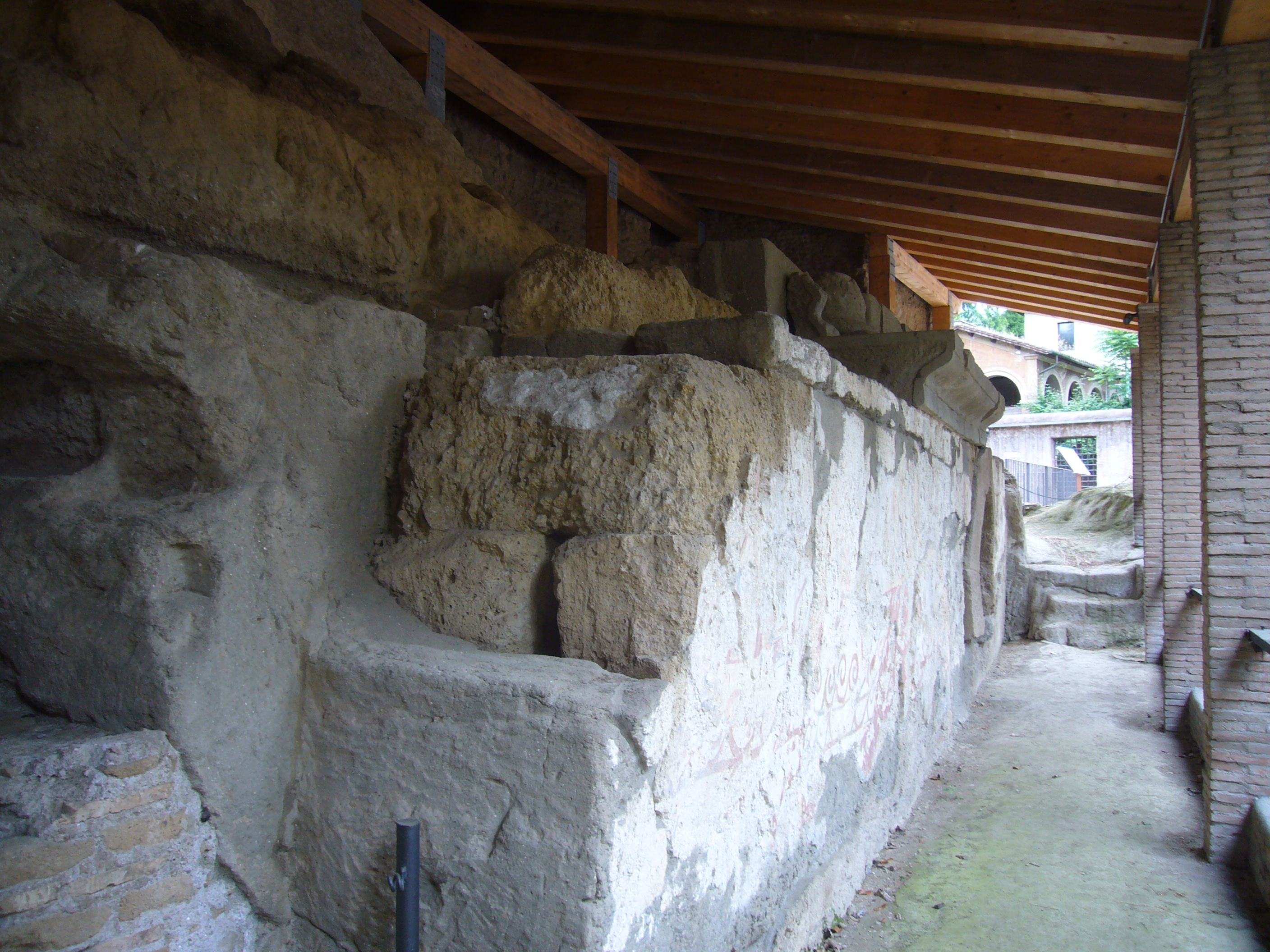
Restos do pódio, a parte inferior da antiga fachada principal.

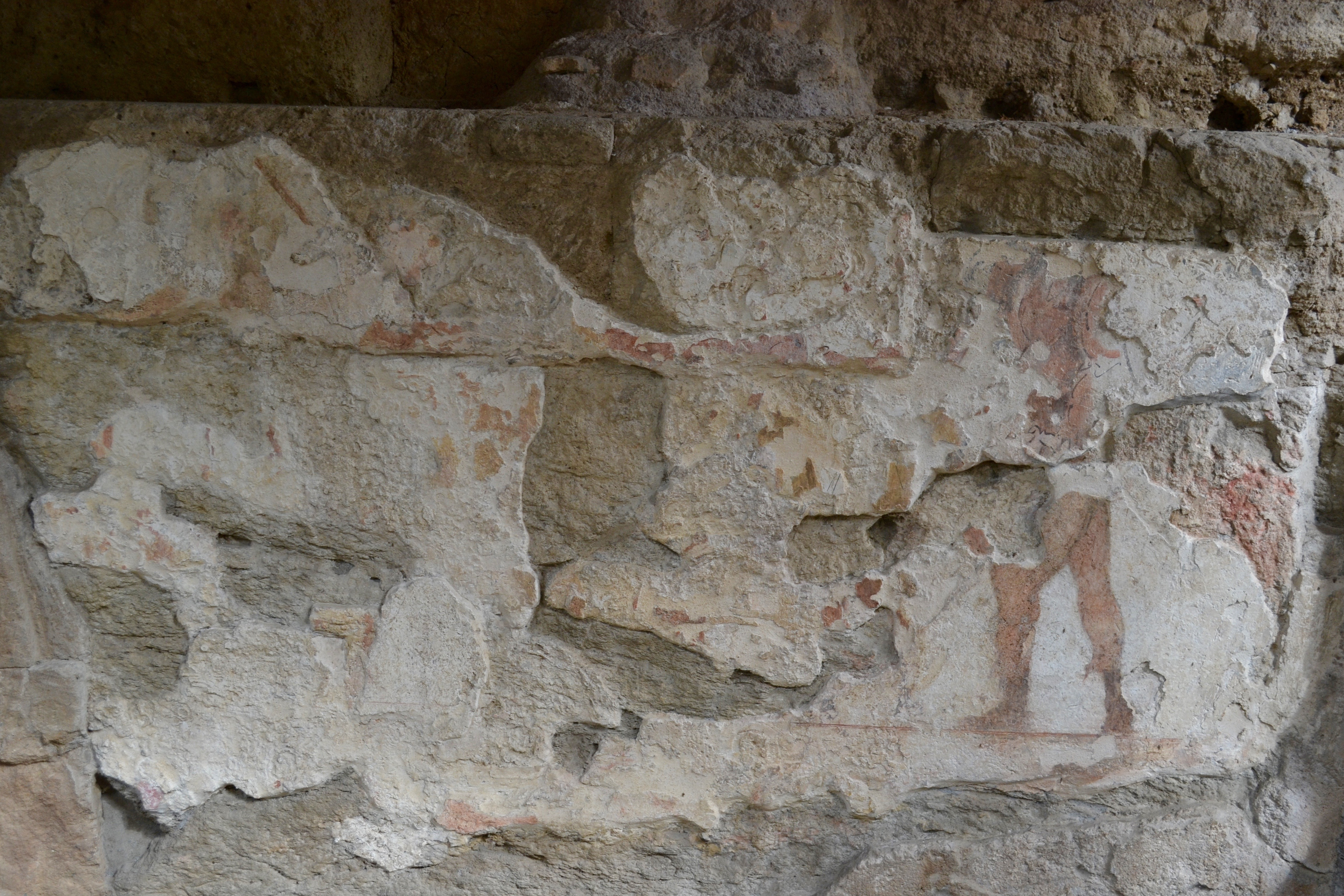
No interior do túmulo, restos do afresco de um soldado.

Apenas uma localização inexata do túmulo indicando que ele estaria "ao sul perto da Via Ápia" era conhecida pelas fontes literárias. Uma dúvida sobre se ele estava dentro ou fora da cidade provocaram grande confusão, aparentemente sem que ninguém se atentasse até então de que foi a própria cidade foi ampliada. O túmulo em si foi redescoberto pela primeira vez em 1614 num vinhedo, já saqueado, com dois sarcófagos no interior. A inscrição (titulus) de Lúcio Cornélio, filho de Barbato, cônsul em 259 a.C.., foi removida e vendida. Ela trocou de mãos muitas vezes antes de se reunir novamente à coleção; ela foi publicada por Giacomo Sirmondo, em 1617, em "Antiquae inscriptionis, qua L. Scipionis Barbati, filii expressum est elogium, explanatio". Este uso do termo "elogium" passou a ser utilizado para chamar a coleção inteira ("elogia Scipionum").
O proprietário do local em 1641 não alterou e nem deu conhecimento público ao túmulo. É provável que ele tenha selado-o novamente, escondido a entrada e mantido sua localização em segredo, pois o fato é que ele desapareceu novamente, apesar da publicação da inscrição. Em 1780, os novos donos do vinhedo, os irmãos Sassi, que aparentemente não tinham ideia de que ele estava ali, invadiram o túmulo novamente durante uma reforma de sua adega de vinhos. Desta vez, os dois informaram os principais estudiosos da época. Alguém, provavelmente eles, quebraram as lajes que fechavam os lóculos (os espaços individuais onde ficavam os corpos), com o claro objetivo de verificar o conteúdo interior, mas tomaram o cuidado de preservar as inscrições. Porém pouco foi encontrado e este pouco foi entregue ao papa Pio VI, incluindo o anel sinete de ouro retirado do dedo de Barbato.
O túmulo foi publicado em Roma, em 1785, por Francesco Piranesi em sua obra "Monumenti degli Scipioni". Francesco estava completando uma obra de seu pai, Giovanni Battista Piranesi, que havia morrido. A acurácia dos desenhos nesta obra de dupla autoria deixa muito a desejar.
O túmulo foi subsequentemente abandonado novamente até ser comprado pela cidade de Roma. O túmulo foi restaurado em 1926 pela prefeitura da cidade e todas as obras de alvenaria datadas de 1616 e 1780 foram removidas. Atualmente, ele abriga réplicas dos itens da coleção do Vaticano.

## Arte e arquitetura
O monumento está dividido em duas partes muito distintas: o complexo principal, escavada diretamente na rocha de tufo em formato quadrado, e uma arcada de tijolos posterior, com uma entrada separada. A sala central está dividida por quatro grande pilares (reformados durante as escavações para remover o risco de desabamento) com quatro longos arcos dos lados e duas galerias centrais que se cruzam em ângulos retos, o que deixa a impressão de um plano quadriculado.
A fachada fica de frente para o nordeste, mas apenas uma pequena parte do lado direito dela sobrevive, onde ainda sobrevivem umas poucas pinturas murais. Ela era composta originalmente por um pódio mais alto ladeados por grandes cornijas, nas quais havia três arcos silhares feitos de tufo de Aniene: o central levava à entrada do hipogeu, o da direita à sala quadrada mais nova e o da esquerda não levava a lugar nenhum. Esta base estava originalmente coberta por afrescos, dos quais somente um fragmento restou, revelando três camadas: as duas mais antigas (de meados do século II a.C.) mostram cenas históricas (alguns soldados), enquanto que a mais recente mostra uma decoração mais simples de ondas estilizadas (século I).
Mais espetacular era a porção superior da fachada, que estava dividida em três partes por semi-colunas e formando três nichos nas quais, segundo Lívio, ficavam estátuas de Cipião Africano, seu irmão, Cipião Asiático, e do poeta Ênio, autor do poema "Scipio".

## A chamada "Cabeça de Ênio"

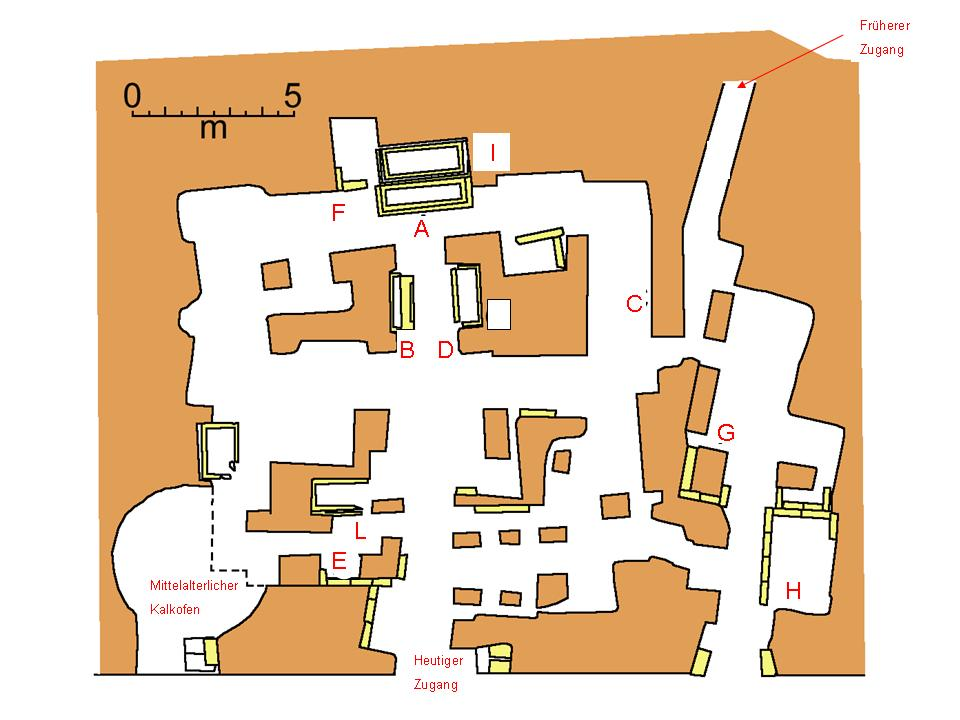
Plano do túmulo com a localização das inscrições

Duas cabeças feitas de tufo de Aniene descobertas no túmulo em 1934 estão nos Museus Vaticanos. Depois de descobertas, foram imediatamente roubadas. A primeira (24 cm de altura) passou a ser chamada de "Ênio", que, segundo Lívio, tinha uma estátua na fachada do hipogeu, mas esta atribuição é incorreta, pois as fontes afirmam que a estátua era de mármore e não de tufo. Não se sabe ao certo onde, dentro do túmulo, as cabeças foram encontradas, mas eram provavelmente imagens de ocupantes do túmulo. A posição ligeiramente inclinada do pescoço levou alguns a acreditarem que a primeira cabeça seria parte de uma estátua maior, talvez uma figura reclinada na tampa de um sarcófago, um modelo comum na Etrúria meridional a partir do século III a.C.

## Sarcófagos e inscrições
Os trinta lóculos ("nichos" onde ficavam os corpos) correspondem aproximadamente ao número de Cipiões que viveram do início do século III a.C. até o meio do século II a.C., segundo Coarelli. Há dois tipos de sarcófagos, os "monolíticos", ou seja, os escavados a partir de um único bloco de tufo, e os "construídos". Este último tipo, majoritário, é composto por um recesso escavado na parede coberto por um arco no qual o morto era colocado e a abertura era fechada por uma laje inscrita em letras vermelhas. Os recessos ainda estão no local, mas as lajes foram levadas para o Vaticano. O sarcófago monolítico de Barbato ficava no final de um corridor, alinhado com o que antigamente pode ter sido uma janela, atualmente a entrada principal. Os demais sarcófagos, de ambos os tipos, são acréscimos posteriores conforme novos lóculos iam sendo escavados (e a partir da construção da nova sala).

### Sarcófago de Cipião Barbato (A)
O nome de Cipião Barbato está inscrito na tampa (CIL VI, 1284) e o epitáfio (CIL VI, 1285) na parte fronta do sarcófago (alguns detalhes decorativos são restaurações. As letras eram originalmente pintadas de vermelho. Um painel decorativo dórico decorado com rosas está sobre a inscrição, com tríglifos em forma de coluna. A tampa do sarcófago tem o formato de uma almofada.

### Sarcófago de Lúcio Cornélio Cipião (B)

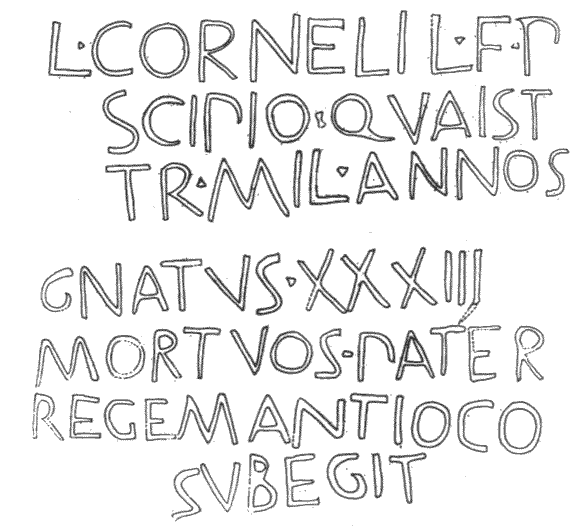
Inscrição "D", do filho de Cipião Asiático

O nome está num fragmento da tampa (CIL VI, 1286) e o epitáfio, num fragmento (CIL VI, 1287). Atualmente estão preservados nos Museus Vaticanos.

### Sarcófago de Públio Cornélio Cipião, flâmine dial (C)
Tudo o que restou deste sarcófago, atualmente nos Museus Vaticanos, são dois fragmentos de uma laje de pedra contendo uma inscrição (CIL VI, 1288).

### Sarcófago e a inscrição de Lúcio Cornélio Cipião, filho de Cipião Asiático (D)
A inscrição no sárcofago (CIL VI, 1296) está no Vaticano e identifica um "Lucius Cornelius L.f. P.n. Scipio", provavelmente o filho de Cipião Asiático.